# Römisch-katholische Kirche in Liechtenstein

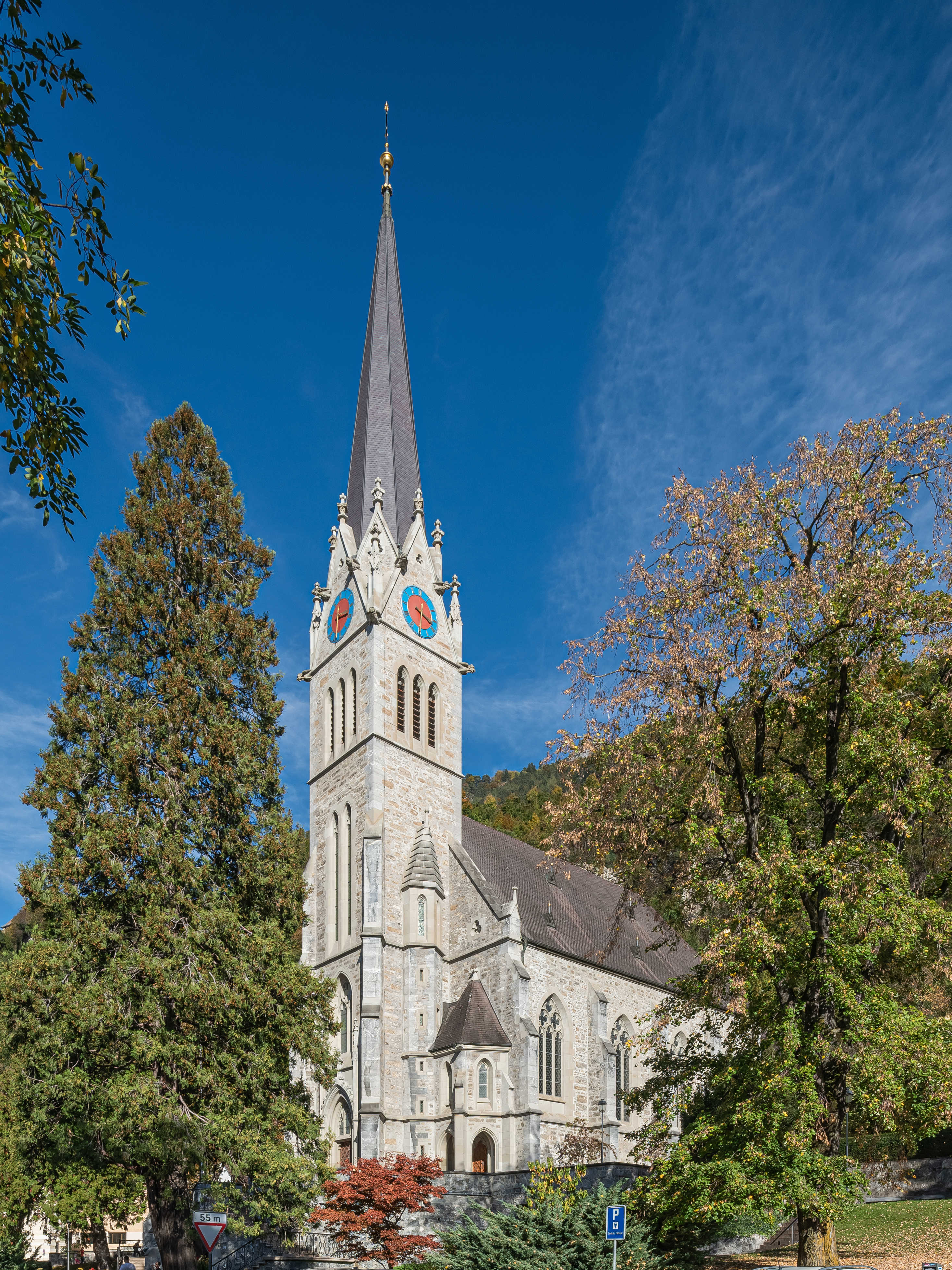
St. Florin in Vaduz, seit 1997 Kathedrale des Erzbistums Vaduz

Die römisch-katholische Kirche in  Liechtenstein gehörte seit frühchristlicher Zeit zum Bistum Chur. Erst am 2. Dezember 1997 wurde für  das Gebiet des Fürstentums Liechtenstein ein eigenes Erzbistum Vaduz errichtet und mit Wolfgang Haas der erste Erzbischof eingesetzt. In dieser Gründung ist die Bestrebung der katholischen Kirche erkennbar, kirchliche und politische Grenzen zu vereinheitlichen. Erzbischof Haas betonte zugleich die nötige Unabhängigkeit von Kirche und Staat, was eine für beide Seiten gedeihliche Zusammenarbeit in bestimmten Fragen nicht ausschliesse.
Vom Bistum Chur (Schweiz) abgetrennt, gab es zu Beginn Auseinandersetzungen zwischen Gegnern und Befürwortern des päpstlichen Entscheids, auch das Fürstenhaus fühlte sich übergangen. Nach anfänglichen Verwicklungen, wobei die Person des neuen Erzbischofs mit eine Rolle spielte (Haas war als Bischof von Chur bereits umstritten), konnte sich die Diözese recht bald etablieren. Als Gegenpol entstand der Verein für eine offene Kirche.
Nach dem Ergebnis der Volkszählung im Jahr 2015 waren 27'576 von 37'622 Einwohnern (73 %) des Fürstentums römisch-katholisch. Sie leben in 11 Pfarreien, die sich über 160 km² ausdehnen, und werden von 19 Diözesan- und 12 Ordenspriestern seelsorglich betreut. Zugleich leben in der Erzdiözese 66 Ordensschwestern.
Der katholische Feiertag Mariä Himmelfahrt ist Nationalfeiertag. Gemäss Artikel 37 Absatz 2 der Verfassung des Fürstentums Liechtenstein ist die römisch-katholische Kirche die Landeskirche im Sinne einer Staatskirche. Die Abschaffung dieses Privilegs wird angestrebt; künftig soll das Verhältnis von Kirche und Staat durch ein Konkordat geregelt werden. Am 20. Dezember 2012 beschloss der Landtag den Eintritt der Religionsmündigkeit mit dem 14. Geburtstag und die Beschränkung des konfessionellen Religionsunterrichts auf die Primarschulen.